# Crocifissione con cinque francescani

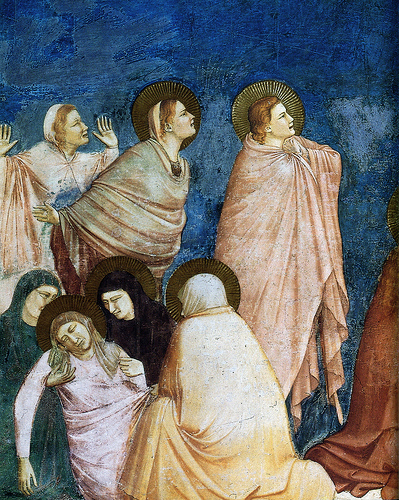
Dettaglio

La Crocifissione è un affresco di Giotto e collaboratori, databile al 1308-1310 circa e conservato nel transetto destro della basilica inferiore di Assisi. Realizzato assieme alle Storie dell'infanzia di Cristo nella volta del transetto, è probabilmente la scena che vede la maggiore partecipazione del maestro.

## Storia
Pur nell'incertezza attributiva gli affreschi del transetto sono datati soprattutto a una fase immediatamente successiva alla decorazione della vicina Cappella della Maddalena, a sua volta avviata forse dopo il rientro da Padova.

## Descrizione e stile
Sullo sfondo di un intenso cielo di blu oltremare si leva la Croce di Cristo al centro della scena, circondata da angeli disperati, componenti un insieme simmetrico. Ai piedi della Croce la Maddalena bacia i piedi sanguinanti di Cristo, mentre ai lati si trovano due gruppi di figure. A sinistra la Madonna svenuta tra le pie donne, san Giovanni e due delle Marie: colpiscono i gesti di disperazione di queste figure con le braccia ora levate e giunte al mento, ora spalancate dietro la schiena, ora sollevate con i palmi aperti, già utilizzati alla cappella degli Scrovegni (ispirandosi probabilmente a un sarcofago con la Morte di Meleagro in loco), ma qui più che mai teatrali ed espressivi. Dal pianto contenuto di Giovanni si passa infatti al grido aperto della donna col manto cangiante, fino al ghignare soffocato dell'ultima donna a destra.
Nel gruppo di destra si trovano i pagani e gli ebrei che voltano le spalle al Cristo (le figure più deboli della scena, assegnate al Maestro delle Vele), a cui fanno da contraltare cinque francescani inginocchiati. Queste tre figure sono straordinarie per il crescendo espressivo nel rivolgersi delle mani e degli sguardi verso il Cristo crocifisso, culminanti nella figura di san Francesco, con l'aureola. Interessante è anche il variare dei profili, dal san Bonaventura (il primo a destra, con l'aureola), fino a Francesco che è disposto più in diagonale, in uno scorcio più complesso. I tre in prima fila sono così caratterizzati fisicamente da far pensare a veri e propri ritratti.
La figura di Cristo ricorda abbastanza fedelmente il Crocifisso di Padova, con l'estrema dolcezza del modellato, la finezza coloristica del corpo bianco latteo, percorso dai segni della flagellazione e delle percosse, e la raffinatezza del perizoma semitrasparente. Gli occhi sono spenti, ma non ancora del tutto chiusi.

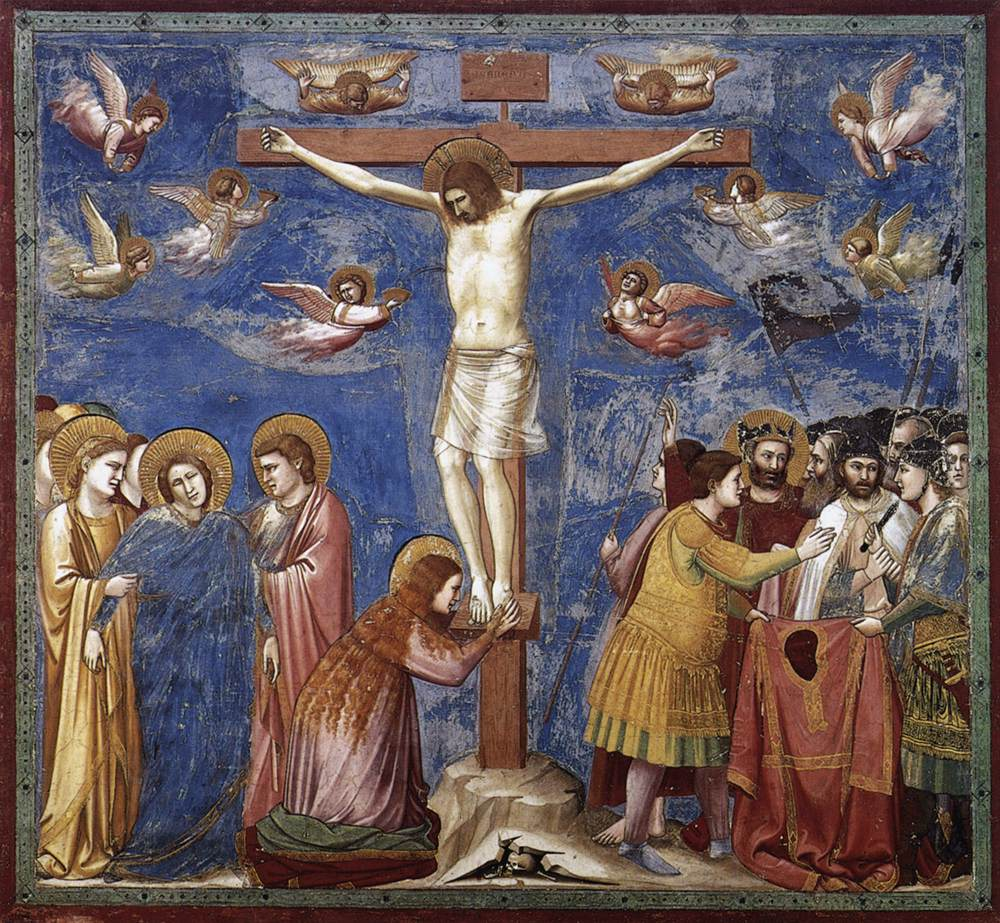
Crocifissione nella cappella degli Scrovegni di Padova (1303-1305 circa)
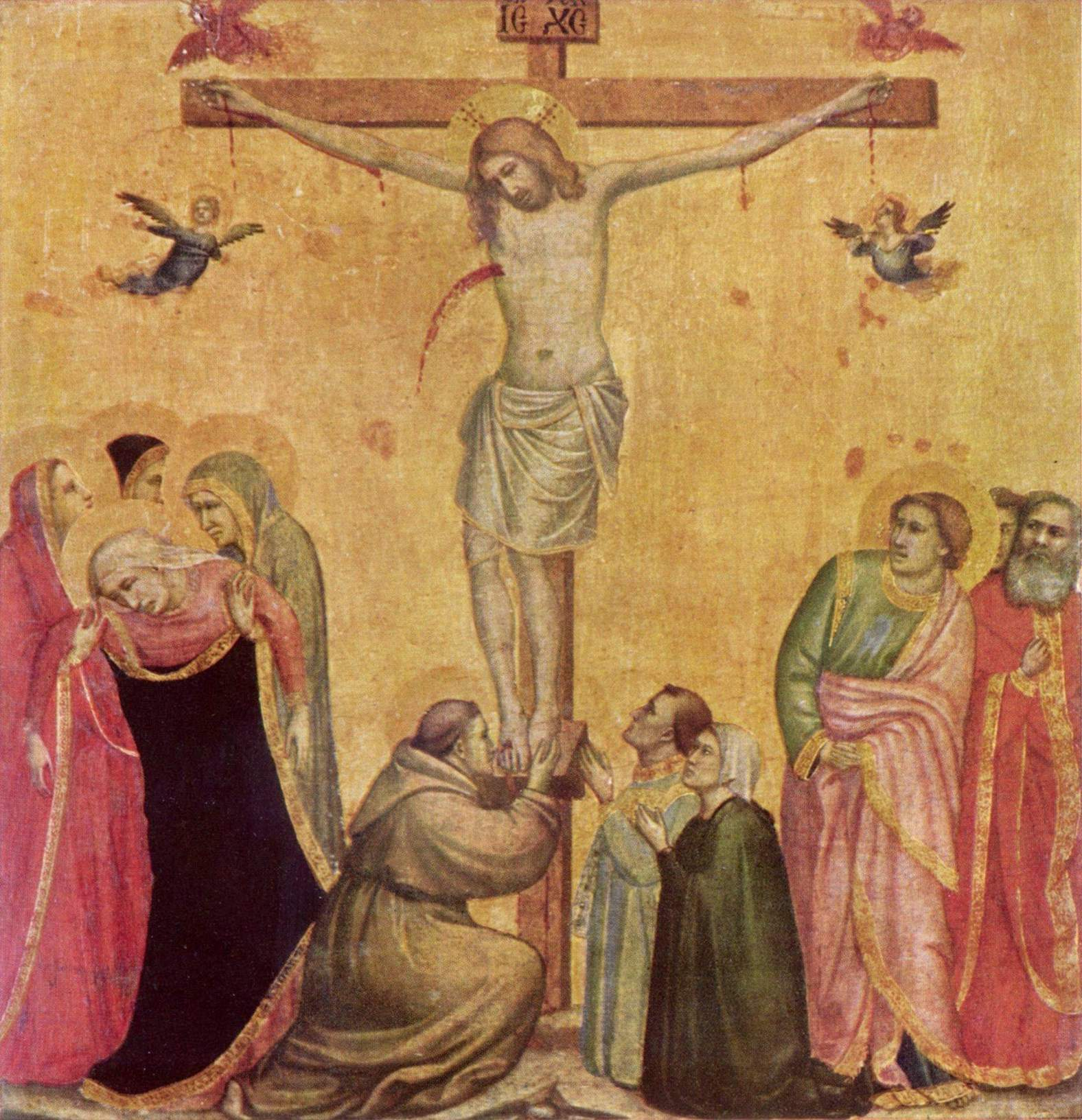
La Crocifissione nell'Alte Pinakothek (1320-1325 circa)
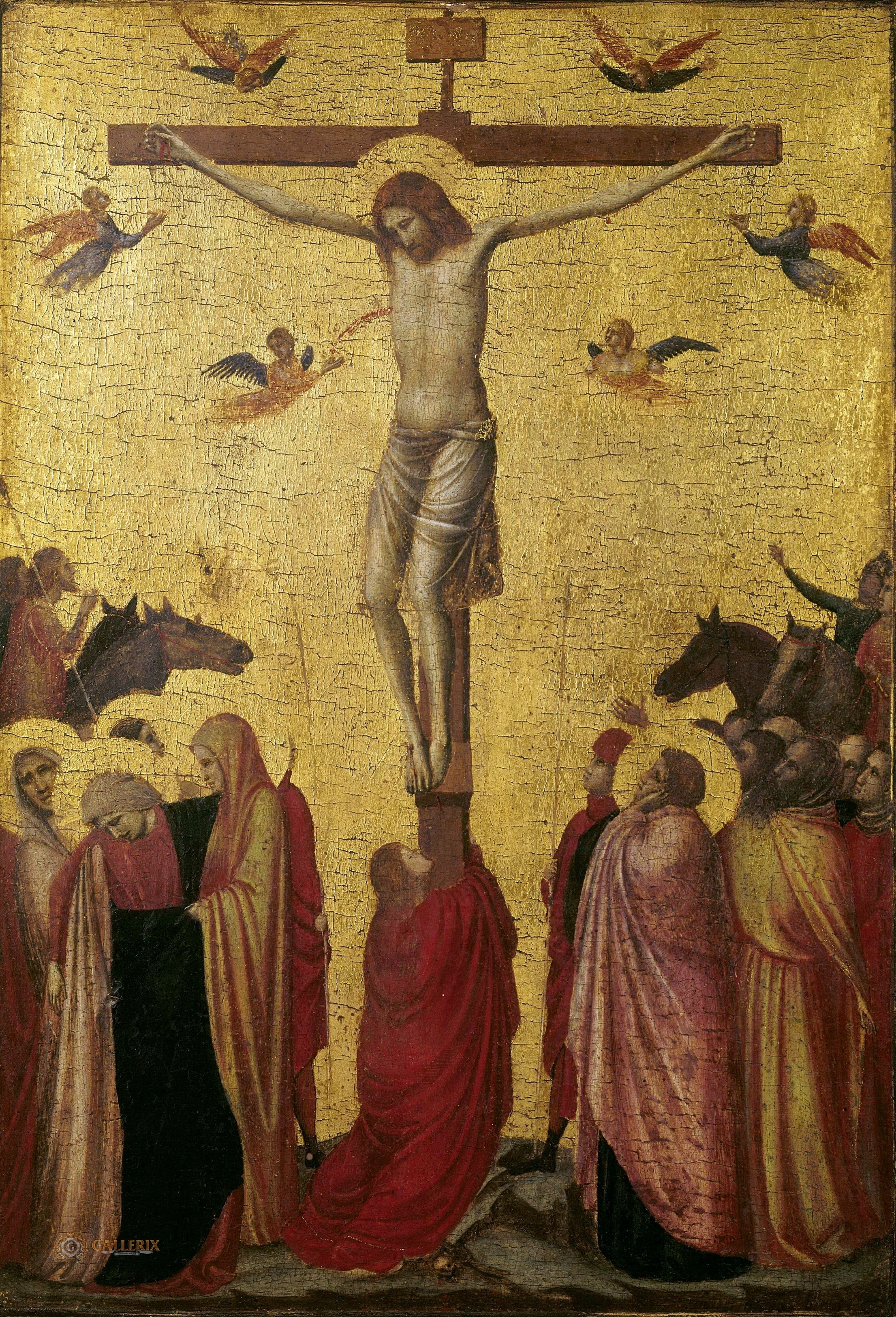
La Crocifissione di Strasburgo (1320 circa)
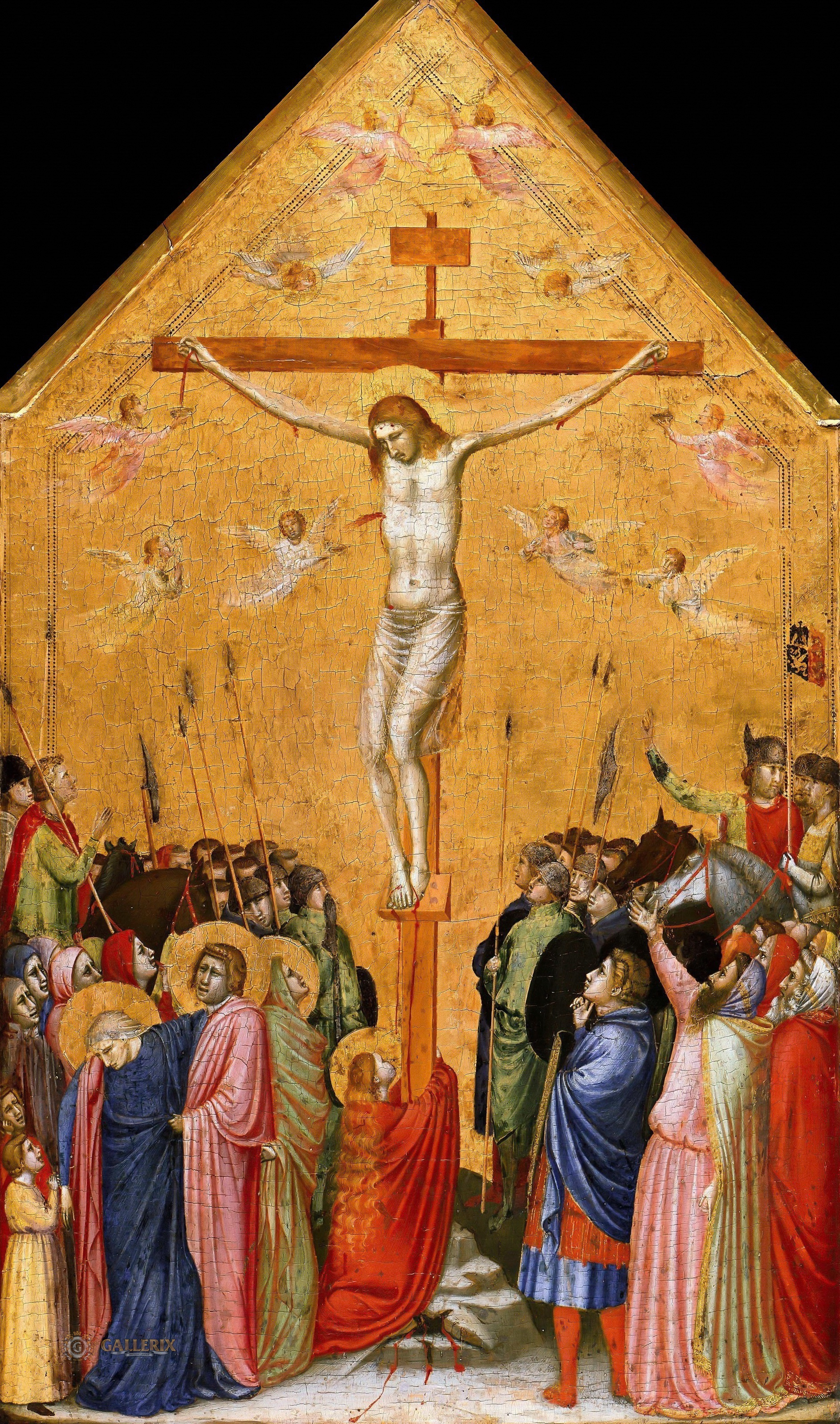
La Crocifissione di Berlino (1320 circa)